# Astrid Rössler

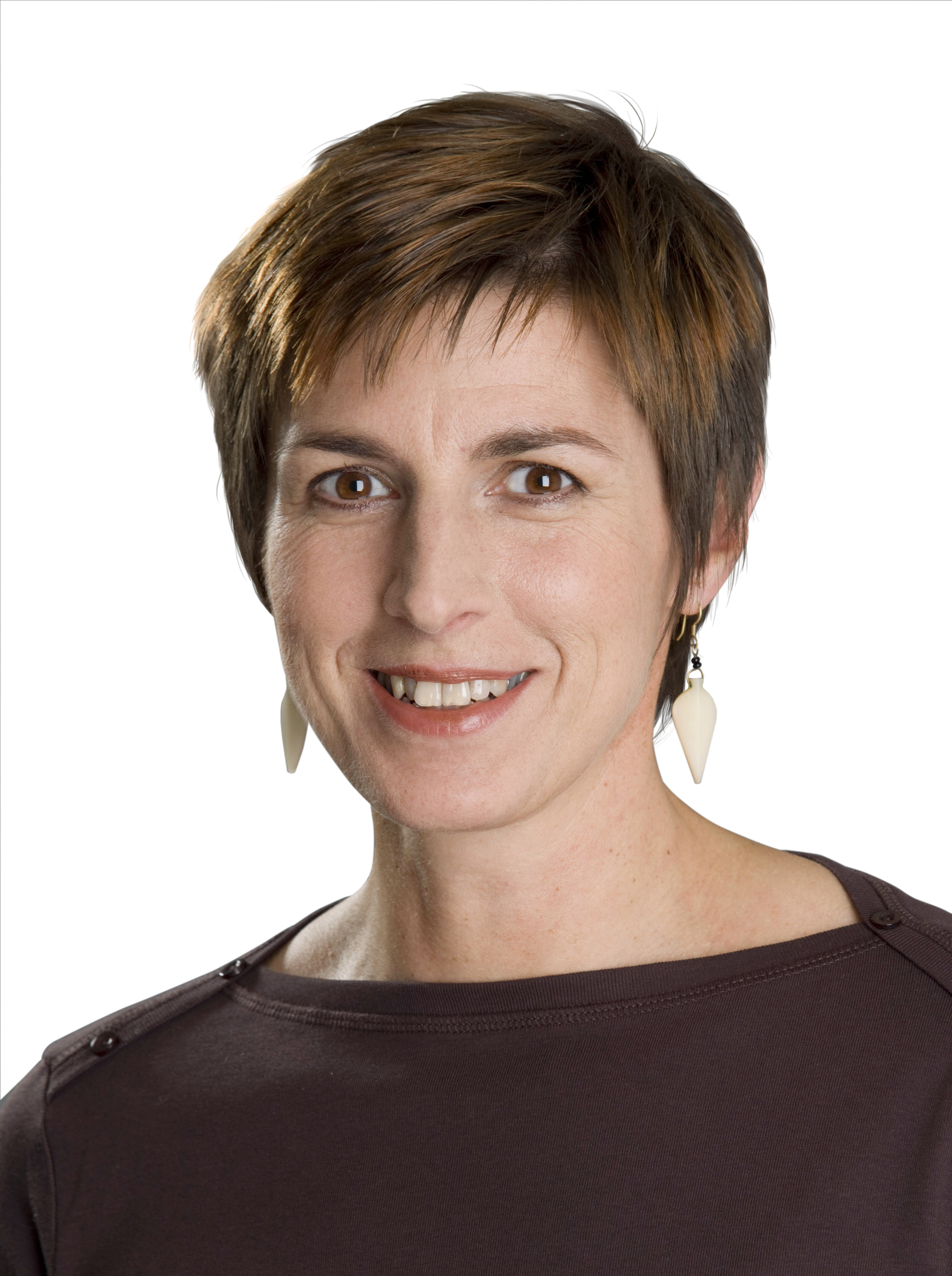
Astrid Rössler (2008)

Astrid Rössler (* 7. Mai 1959 in Salzburg) ist eine österreichische Politikerin (Die Grünen), Unternehmensberaterin und Mediatorin. Sie war Spitzenkandidatin ihrer Partei im Land Salzburg für die Nationalratswahl in Österreich 2019 und war von Oktober 2019 bis Oktober 2024 Abgeordnete zum Nationalrat.
Von 2013 bis 2018 war sie Landeshauptmann-Stellvertreterin und Landesrätin in der Landesregierung Haslauer jun. I sowie Landessprecherin der Grünen im Land Salzburg.

## Ausbildung und Beruf
Rössler studierte von 1977 bis 1982 Rechtswissenschaften an der Universität Salzburg und absolvierte in der Folge 1982 ein Auslandsjahr in England. Ihren beruflichen Einstieg begann sie von 1986 bis 1987 mit ihrem Gerichtspraktikum. Danach bildete sie sich im Bereich Umweltmanagement weiter und arbeitete zwischen 1988 und 1990 für die Salzburger Landesumweltanwaltschaft. Rössler arbeitete in dieser Zeit in der Projektleitung der „Abfall- und Umweltberatung in Salzburg“ und war im Bereich Bürgerservice, Behördenkontakte in Umweltfragen sowie Öffentlichkeitsarbeit und Vortragstätigkeit tätig. Danach übte  Rössler zwischen 1990 und 1993 eine Forschungs- und Gutachtertätigkeit im Bereich Abfallwirtschaft in Wien aus. Von 1993 bis 2000 war Rössler erneut für die Salzburger Landesumweltanwaltschaft tätig, wobei sie ab 1998 deren stellvertretende Leiterin war. 2001 legte sie die Prüfung zur zertifizierten Mediatorin ab und ist seit 2000 als selbständige Beraterin und Mediatorin tätig. Seit 2002 ist sie zudem Mitglied der Strategiegruppe Partizipation der ÖGUT & Lebensministerium und seit 2005 Lektorin am Institute of Tourism and Hotel Management Klessheim.

## Politische Karriere
Rössler war nach der Landtagswahl 2009 seit dem 22. April 2009 Abgeordnete zum Salzburger Landtag und wurde am 1. Oktober 2011 als Nachfolgerin von Cyriak Schwaighofer zur Landessprecherin der Salzburger Grünen gewählt. Bei den Landtagswahlen 2013 trat sie als Spitzenkandidatin der Salzburger Grünen an. Die Grünen erzielten, nach einem durch den Salzburger Spekulationsskandal geprägten Wahlkampf, mit 20,18 % der Stimmen und 7 Mandaten ihr bisher beste Ergebnis auf Landesebene. Nach kurzen Verhandlungen bildeten die Grünen zusammen mit ÖVP und Team Stronach unter dem neuen Landeshauptmann Wilfried Haslauer eine  Koalitionsregierung, in der Rössler ab 19. Juni 2013 Erste Landeshauptmannstellvertreterin mit den Agenden Naturschutz, Umweltschutz, Gewässerschutz, Gewerbeangelegenheiten, Raumordnung und Baurecht war.
Bei der Landtagswahl in Salzburg 2018 war sie Spitzenkandidatin der Grünen. Nach Stimmenverlusten der Grünen erklärte sie ihren Rücktritt, als Landeshauptmann-Stellvertreter folgte ihr Heinrich Schellhorn in der Landesregierung Haslauer jun. II nach.
Vom 23. Oktober 2019 bis zum 23. Oktober 2024 war Rössler Abgeordnete zum Österreichischen Nationalrat und Umweltsprecherin der Grünen.

## Privates
Sie ist verheiratet und Mutter zweier Söhne.